# Lewis Cycle Company
Lewis Cycle Company war ein US-amerikanischer Hersteller von Fahrzeugen.

## Unternehmensgeschichte
Das Unternehmen aus Brooklyn im US-Staat New York stellte hauptsächlich Fahrräder her. Zwischen 1901 und 1902 entstanden auch Automobile. Der Markenname lautete Lewis.
Nach 1902 lief die Fahrradproduktion weiter. Es ist nicht bekannt, wann das Unternehmen aufgelöst wurde.
Es gab keine Verbindungen zur Lewis Motor Vehicle Company und zur L. P. C. Motor Company, die vorher bzw. nachher den gleichen Markennamen verwendeten.

## Kraftfahrzeuge
Im Angebot stand nur ein Modell. Es hatte einen Zweizylindermotor mit 4,5 PS Leistung. Der Aufbau war ein offener Runabout.